# Балцхаузен
Балцхаузен (њем. Balzhausen) општина је у њемачкој савезној држави Баварска. Једно је од 34 општинска средишта округа Гинцбург. Према процјени из 2010. у општини је живјело 1.197 становника. Посједује регионалну шифру (AGS) 9774115.

## Географски и демографски подаци
Балцхаузен се налази у савезној држави Баварска у округу Гинцбург. Општина се налази на надморској висини од 516 метара. Површина општине износи 14,6 km². У самом мјесту је, према процјени из 2010. године, живјело 1.197 становника. Просјечна густина становништва износи 82 становника/km².